# Baumgarten (Kulmbach)
Baumgarten (oberfränkisch: Bahmgadn) ist ein Gemeindeteil der Großen Kreisstadt Kulmbach im Landkreis Kulmbach (Oberfranken, Bayern). Baumgarten liegt in der Gemarkung Lehenthal.

## Geografie
Beim Dorf entspringt der Ortolfsgraben, der mit dem Lehenthaler Bach zum Madelsbach zusammenfließt, einem linken Zufluss der Dobrach. Gemeindeverbindungsstraßen führen nach Lehenthal (1 km nordwestlich), nach Stadtsteinach zur Bundesstraße 303 (3,1 km nordöstlich), nach Gumpersdorf (1,5 km südöstlich) und an Oberndorf vorbei nach Oberpurbach (2,3 km südlich).

## Geschichte
Der Ort wurde 1398 als „Paumgarten“ erstmals urkundlich erwähnt. Baumgarten ist eine alternative Bezeichnung für Streuobstwiese.
Gegen Ende des 18. Jahrhunderts gab es in Baumgarten 14 Anwesen. Das Hochgericht übte das bayreuthische Stadtvogteiamt Kulmbach aus, das zugleich die Dorf- und Gemeindeherrschaft innehatte. Grundherren waren das Kastenamt Kulmbach (4 Höflein, 1 Gütlein, 1 Söldengut, 4 Söldengütlein, 1 Sölde, 1 Tropfhofstatt) und das Stiftskastenamt Himmelkron (1 Halbhof, 1 Häuslein).
Von 1797 bis 1810 unterstand der Ort dem Justiz- und Kammeramt Kulmbach. Mit dem Ersten Gemeindeedikt wurde Baumgarten dem 1811 gebildeten Steuerdistrikt Lehenthal und der 1812 gebildeten gleichnamigen Ruralgemeinde zugewiesen. Am 1. Januar 1976 wurde Baumgarten im Zuge der Gebietsreform in Bayern in Kulmbach eingegliedert.

### Baudenkmäler
- Kriegerdenkmal

### Einwohnerentwicklung
| Jahr      | 001809 | 001818 | 001861 | 001871 | 001885 | 001900 | 001925 | 001950 | 001961 | 001970 | 001987 |
| Einwohner | 81     | 72     | 97     | 99     | 114    | 91     | 106    | 120    | 74     | 78     | 84     |
| Häuser    |        | 13     |        |        | 13     | 14     | 17     | 17     | 17     |        | 27     |
| Quelle    | [ 11 ] | [ 8 ]  | [ 12 ] | [ 13 ] | [ 14 ] | [ 15 ] | [ 16 ] | [ 17 ] | [ 18 ] | [ 19 ] | [ 1 ]  |

## Religion
Baumgarten ist seit der Reformation evangelisch-lutherisch geprägt und nach Lehenthal gepfarrt.